# Ma Shouzhen
Ma Shouzhen (en chino: 馬守真; c. 1548–1604), también conocida por su nombre de cortesía Ma Xianglan (en chino tradicional, 馬湘蘭, que significa "Orquídea del Río Xiang") y su seudónimo Yuejiao ("Belleza Lunar"), fue una cortesana y artista china nacida en Nankín a finales de la Dinastía Ming (1550–1644). Fue una renombrada pintora, poetisa, y compositora. Recibió el nombre Xianglan porque la mayoría de sus pinturas eran de orquídeas.

## Biografía
Ma nació en Nankín, y vivía en el distrito del placer a lo largo del río Qinhuai. Como matriarca en la sociedad de las cortesanas, fomentó la educación y entrenamiento de las cortesanas en las artes. Para mantener su reputación como cortesana de élite, solo dejaba entrar intelectuales o jóvenes señores estudiantes dentro de su residencia.
A finales de la dinastía Ming, las cortesanas de élite desafiaron los estereotipos de género de los valores confucianos. En contraste con las mujeres de la nobleza, que a menudo se abstenían de cultivar cualquier talento para no socavar su virtud como esposas y madres, las cortesanas eran educadas en pintura, poesía, y música. Además, poseían propiedades y participaban en la escena pública.
A los quince años, Ma Shouzhen empezó a ejercer formalmente como cortesana. Antes de esto, puede haber recibido educación de un propietario durante su niñez. Entonces era habitual que las familias más pobres vendieran hijas a los burdeles e hijos a las escuelas de teatro. Como cortesana líder, se hizo amiga de muchos poetas e intelectuales como Peng Nian (1505–1566), Zhou Tianqiu (1514–1595), Xu Wei (1521–1593), Xue Mingyi (finales del siglo XVI), y Wang Zhideng (1535–1612). Los poetas escribían poemas inspirados en ella o para ella, describiendo a Ma como una belleza con una personalidad cálida y acogedora. Durante sus visitas, Ma Shouzhen se unía a ellos haciendo pinturas, poemas, y juegos. También organizaba fiestas y veladas en su casa-barco de varios pisos con los literati como sus invitados.

## Idilio con Wang Zhideng
Ma Shouzhen y Wang Zhideng compartieron una larga relación amorosa, y hay casos en que ambos expresaron abiertamente su afecto para con el otro. Se escribieron cartas, y colaboraron en varias pinturas y poemas. Una de sus colaboraciones más famosas fue Narciso y Roca, el cual consta de dos imágenes y un poema. Cuando Ma publicó sus poemas en 1591, Wang incluyó un prefacio para ellos. En otra ocasión, Ma viajó en su casa-barco hasta Suzhou para ver a Wang y celebrar su 70.º cumpleaños con una fiesta con músicos. No mucho después, Ma cayó enferma y murió pacíficamente en su residencia en Nankín. Wang escribió varios elogios a Ma después de su muerte.

## Pinturas y poesía
Como pintora, Ma Shouzhen es muy conocida por sus paisajes, orquídeas, e imágenes de bambúes combinadas con caligrafía. Su trabajo a pincel es delicado, y las imágenes tienen pocos colores ligeramente aplicados o son monocromáticas. Sus formatos de pintura preferidos incluyen abanicos, rollos de mano, y rollos colgantes.
Junto con la pintura, Ma era experta en escribir poesía y componer obras, aun así, algunas de sus obras se han perdido con el tiempo.

## Lista de Trabajos
- Orquídea y Bambú, (abanico) tinta sobre papel dorado, en la Colección del Museo de Palacio[3]
- Orquídea, Bambú, y Roca, (abanico) tinta sobre papel dorado, en la Colección del Museo de Palacio[4]
- Orquídea, Bambú, y Roca, (rollo de mano) tinta sobre papel dorado, en la Colección del Museo de Palacio[5]
- Orquídea y Roca, (rollo de colgar) tinta sobre papel, en el Museo Metropolitano de Arte, Colección En línea[6]